# مقاطعة كاولي (كانساس)
مقاطعة كاولي (بالإنجليزية: Cowley County)‏ هي إحدى المقاطعات في ولاية كانساس، الولايات المتحدة الأمريكية.